# Hermonassa diaphthorea
Hermonassa diaphthorea är en fjärilsart som beskrevs av Charles Boursin 1967. Hermonassa diaphthorea ingår i släktet Hermonassa och familjen nattflyn. Inga underarter finns listade i Catalogue of Life.